# Liste der Monuments historiques in Hurbache
Die Liste der Monuments historiques in Hurbache führt die Monuments historiques in der französischen Gemeinde Hurbache auf.

## Liste der Objekte
| Bezeichnung           | Beschreibung | Standort                                       | Kennzeichnung | Schutzstatus | Datum | Bild |
| --------------------- | --- | ---------------------------------------------- | ------------- | ------------ | ----- | ---- |
| Gemälde Bischofsweihe | Ölfarbe auf Holz, 17. Jahrhundert, vermutlich von Claude Bassot; im Musée départemental d’Art ancien et contemporain in Épinal deponiert | in der Kirche St-Étienne-et-St-Gengoult (Lage) | PM88000465    | Classé       | 1933  |      |